# Desirée de Fez
Desirée de Fez (Barcelona, 1977) es una escritora, periodista, ensayista, y crítica de cine especializada en el género fantástico y terror. 

## Trayectoria
Es columnista de El Periódico de Catalunya, y colabora habitualmente en la revista Fotogramas, en La Finestra Indiscreta de Catalunya Ràdio y en los programas de televisión de TVE Página Dos, Historia de nuestro cine y Punts de Vista. 
Es miembro del equipo del Festival Internacional de Cinema Fantàstic de Catalunya-Sitges y conduce el podcast Marea Nocturna (Radio Primavera Sound), programa de referencia sobre cine fantástico y de terror. Dirige y conduce el programa Reinas del grito (Blackie Books), podcast que surge a partir de su libro Reina del grito, en el que realiza conversaciones con otras mujeres relacionadas con el arte, la literatura y el cine.
Imparte clases en las escuelas FXAnimation: Barcelona3D& Film School y La Casa del Cine; en esta última, dirige un seminario sobre cine de terror hecho por mujeres. 
El enfoque de su crítica cinematográfica es abordar las obras desde la propia experiencia emocional. 

## Obra
- La sociedad de la nieve: Así se hizo la película. (Norma editorial, 2024).
- Reina del grito. Un viaje por los miedos femeninos (Blackie Books, 2020).
- Un monstruo viene a verme: el arte de la película y la visión de sus autores (Norma editorial, 2016).
- Pantalla rasgada (con Jordi Sánchez Navarro, Arkadin, 2014).
- Lo Imposible: El libro de la película  (Norma editorial, 2012).
- Películas clave del cine de terror moderno: Los directores, los actores, los argumentos y las anécdotas más interesantes (Robinbook, 2007).
- Los 100 personajes más famosos de la historia del cine (con Jordi Batlle Caminal, David Broc, Editorial Fotogramas, 2004).

## Antologías
- Humor absurdo: Una constelación del disparate en España (Astiberri, 2020).
- Rainer Werner Fassbinder. Amor y rabia (Donostia Kultura, 2019).
- Seven: los pecados de David Fincher (Tyrannosaurus Books, 2015).
- Takashi Miike: la provocación que llegó de Oriente (con Ángel Sala, Calamar ediciones, 2013).
- Neoculto. El libro definitivo sobre el cine de culto (con Ángel Sala, Calamar ediciones, 2012).

## Premios y reconocimientos
- Premio Revelación en Castellano 2021. Festival 42 de Géneros Fantásticos de Barcelona. [8][9]
- Premio Isla Calavera a la Difusión del Fantástico 2019. [10][11]